# Ikungi (Bezirk)
Ikungi ist ein Verwaltungsbezirk (englisch Ward) des Distrikts Ikungi in der tansanischen Region Singida.

## Geografie
Ikungi ist ein Bezirk im nördlichen Zentralteil von Tansania etwa 40 Kilometer Luftlinie südlich der Regionshauptstadt Singida. Bei der Volkszählung 2022 lebten 19.346 Menschen in 4229 Haushalten auf einer Fläche von 241 Quadratkilometern.
Der Bezirk grenzt im an sechs Bezirke des Distrikts Ikungi:
| Isseke    |                                             | Dung'unyi |
| Muhintiri | Kompassrose, die auf Nachbargemeinden zeigt | Unyahati  |
| Iglansoni | Issuna                                      |           |

## Gliederung
Der Bezirk besteht aus vier Gemeinden (swahili Mtaa) mit 21 Orten (Kitongoji):
| Ighuka - Itumbi - Maungu - Kighwira - Ighuka A - Ighuka B - Masenku - Mbwanjuki - Daghusa | Matongo - Mosi - Nkuhi - Kimbiji - Mau - Mbughantigha | Ikungi - Ikungi - Tambukareli - Mtakuja - Misri - Gahilu | Mbwanjiki - Mbwanjiki - Ikulume - Miri |

## Wirtschaft und Infrastruktur
- Landwirtschaft: Auf sandig-lehmigen und vereinzelt Lehm- und Kiesböden werden Sorghum, Süßkartoffeln, Mais, Maniok, Augenbohnen und Hirse angebaut, zum Verkauf auch Sonnenblumen, Zuckerrohr, Erdnüsse, Sesam und Gemüse. Im Bezirk leben 22.000 Rinder, 13.000 Ziegen, 3000 Schafe und 55.000 Hühner (Stand 2016).[8]
- Bildung: Die Ikungi Secondary School ist eine staatliche weiterführende Schule, die Tages- und Internatsschüler bis zur 6. Stufe ausbildet.[9]
- Gesundheit: In der Kleinstadt Ikungi liegen ein Distriktkrankenhaus[10] und ein Gesundheitszentrum.[11] In der Gemeinde Matongo gibt es außerdem eine staatliche Apotheke.[12]
- Straße: Durch den Osten des Bezirks und die Kleinstadt Ikungi verläuft die asphaltierte Nationalstraße T3.[13]
- Eisenbahn: In Ikungi befindet sich ein Bahnhof der Stichbahn der Tanganjikabahn von Manyoni nach Singida.